# Kryds (musik)
|  | For andre betydninger, se Kryds |
Tegnet ♯ (kryds; en: sharp) bruges i musikalsk notation. Tegnet bruges til at angive, at en tone er hævet et halvt trin.
Typisk bruges # i stedet for ♯ i systemer hvor det ikke er muligt at skrive ♯. # har to vandrette og to skrå streger mens ♯ har to skrå og to lodrette streger.

## ♯ i programeringssprog
Navnet er siden blevet adopteret til programmeringssprogene C# og F#, der udtales C sharp og F sharp men af tekniske årsager bruger # i stedet for ♯ i sit navn.